# Liste der Biografien/De S
Liste der Biografien |
Portal Biografien |
S Personensuche
# |
A |
B |
C |
D |
E |
F |
G |
H |
I |
J |
K |
L |
M |
N |
O |
P |
Q |
R |
S |
T |
U |
V |
W |
X |
Y |
Z |
?
 
Da |
Db |
Dc |
Dd |
De |
Dg |
Dh |
Di |
Dj |
Dk |
Dl |
Dm |
Dn |
Do |
Dq |
Dr |
Ds |
Du |
Dv |
Dw |
Dy |
Dz
 
De A |
De B |
De C |
De D |
De E |
De F |
De G |
De H |
De J |
De K |
De L |
De M |
De N |
De P |
De Q |
De R |
De S |
De T |
De V |
De W |
De Y |
De Z 

Dea |
Deb |
Dec |
Ded |
Dee |
Def |
Deg |
Deh |
Dei |
Dej |
Dek |
Del |
Dem |
Den |
Deo |
Dep |
Deq |
Der |
Des |
Det |
Deu |
Dev |
Dew |
Dex |
Dey |
Dez
Die Liste der Biografien führt alle Personen auf, die in der deutschsprachigen Wikipedia einen Artikel haben. Dieses ist eine Teilliste mit 123 Einträgen von Personen, deren Namen mit den Buchstaben „De S“ beginnt.

## De S

### De Sa
- De Sá, Roger (* 1964), südafrikanischer Fußballspieler
- De Sabata, Victor (1892–1967), italienischer Dirigent und Komponist
- De Sadeleer, Louis (1852–1924), belgischer Politiker und Diplomat
- De Saeger, Jos (1911–1998), belgischer Politiker, Abgeordneter und Minister
- De Saeger, Marius (* 2009), belgischer SchauspielerMarius De Saeger (* 2009)

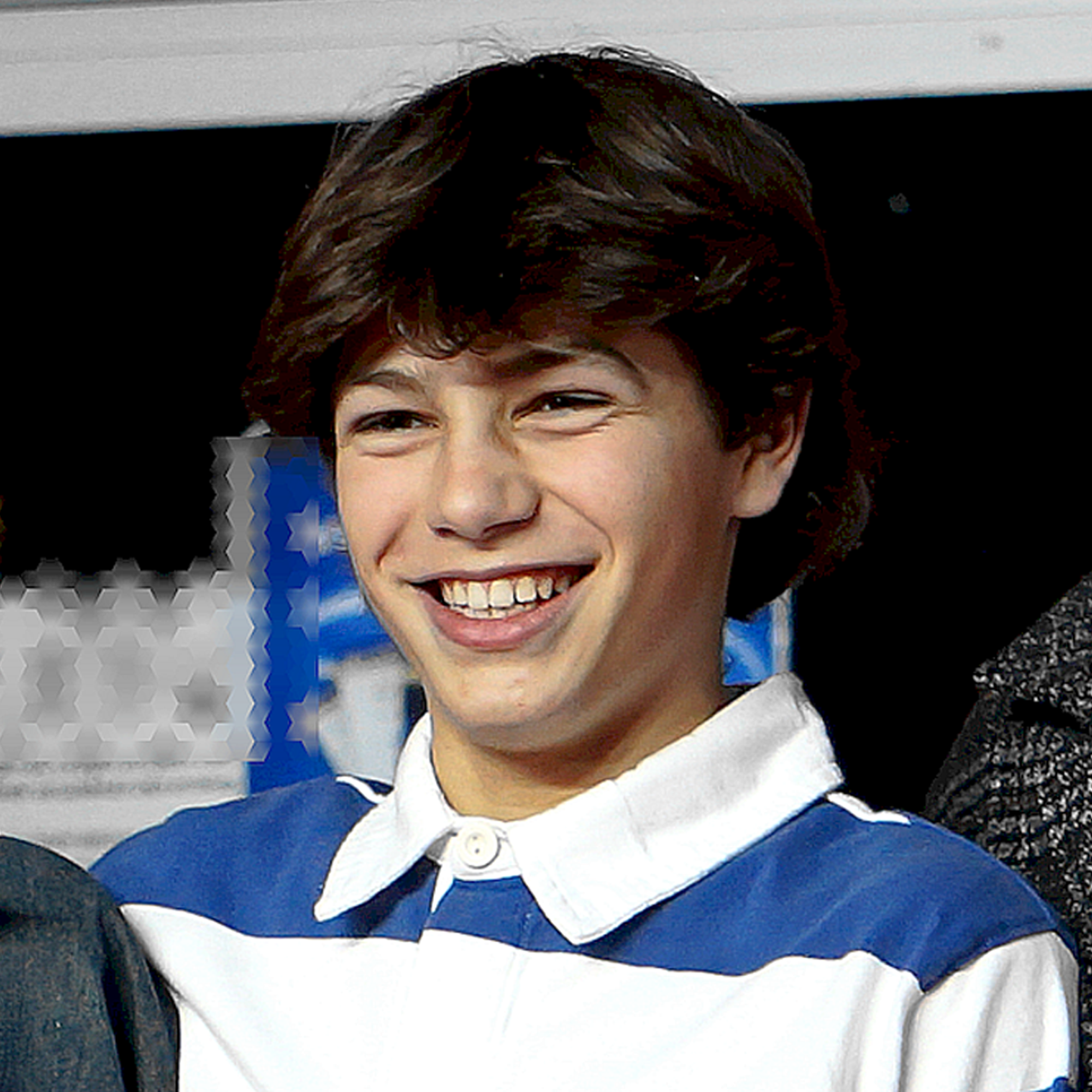
Marius De Saeger (* 2009)

- De Saint-Hubert, Aline Mayrisch (1874–1947), luxemburgische Frauenrechtlerin, Autorin und Philanthropin
- de Saint-Père, Agathe (1657–1747), erste Textilunternehmerin Neufrankreichs
- De Salvo, Donna, Chefkuratorin und stellvertretende Direktorin des Whitney Museum of American Art
- De Sanctis, Cesare (1824–1916), italienischer Komponist, Kirchenmusiker und Musikpädagoge
- De Sanctis, Francesco (* 1679), italienischer Architekt
- De Sanctis, Francesco (1817–1883), italienischer Literaturhistoriker und -kritiker und Politiker, Mitglied der Camera dei deputati
- De Sanctis, Gaetano (1870–1957), italienischer Historiker, Senator auf Lebenszeit
- De Sanctis, Gino (1912–2001), italienischer Journalist, Schriftsteller und Drehbuchautor
- De Sanctis, Giovanni (* 1949), italienischer Astronom
- De Sanctis, Giuseppe (1858–1924), italienischer Porträt- und Historienmaler sowie Kunstpädagoge
- De Sanctis, Morgan (* 1977), italienischer Fußballtorhüter
- De Sandre, Giovanni (* 1935), italienischer Informatiker
- De Santi, Guido (1923–1998), italienischer Radrennfahrer
- De Santis, Andrea (* 1964), italienischer Philosoph
- De Santis, Dina (1932–1985), italienische ehemalige Schauspielerin
- De Santis, Giuseppe (1917–1997), italienischer Filmregisseur
- De Santis, Graziella (* 1976), deutsche Schauspielerin
- De Santis, Lucio (1922–2006), italienischer Schauspieler
- De Santis, Mario (1904–1985), italienischer römisch-katholischer Geistlicher sowie Weihbischof in Troia, Bovino und Foggia
- De Santis, Massimo (* 1962), italienischer Fußballschiedsrichter
- De Santis, Orchidea (* 1948), italienische Schauspielerin
- De Santis, Ornella (* 1984), italienisch-deutsche Popsängerin
- De Santis, Pasqualino (1927–1996), italienischer Kameramann
- De Santis, Sandro (* 1952), italienischer Regisseur
- De Santis, Sante (1965–2016), italienischer Koch, Kochbuchautor und Fernsehkoch
- De Sanzuane, Renato (1925–1986), italienischer Wasserballspieler
- de Sarandy, Chris (* 1998), britischer Singer-SongwriterChris de Sarandy (* 1998)

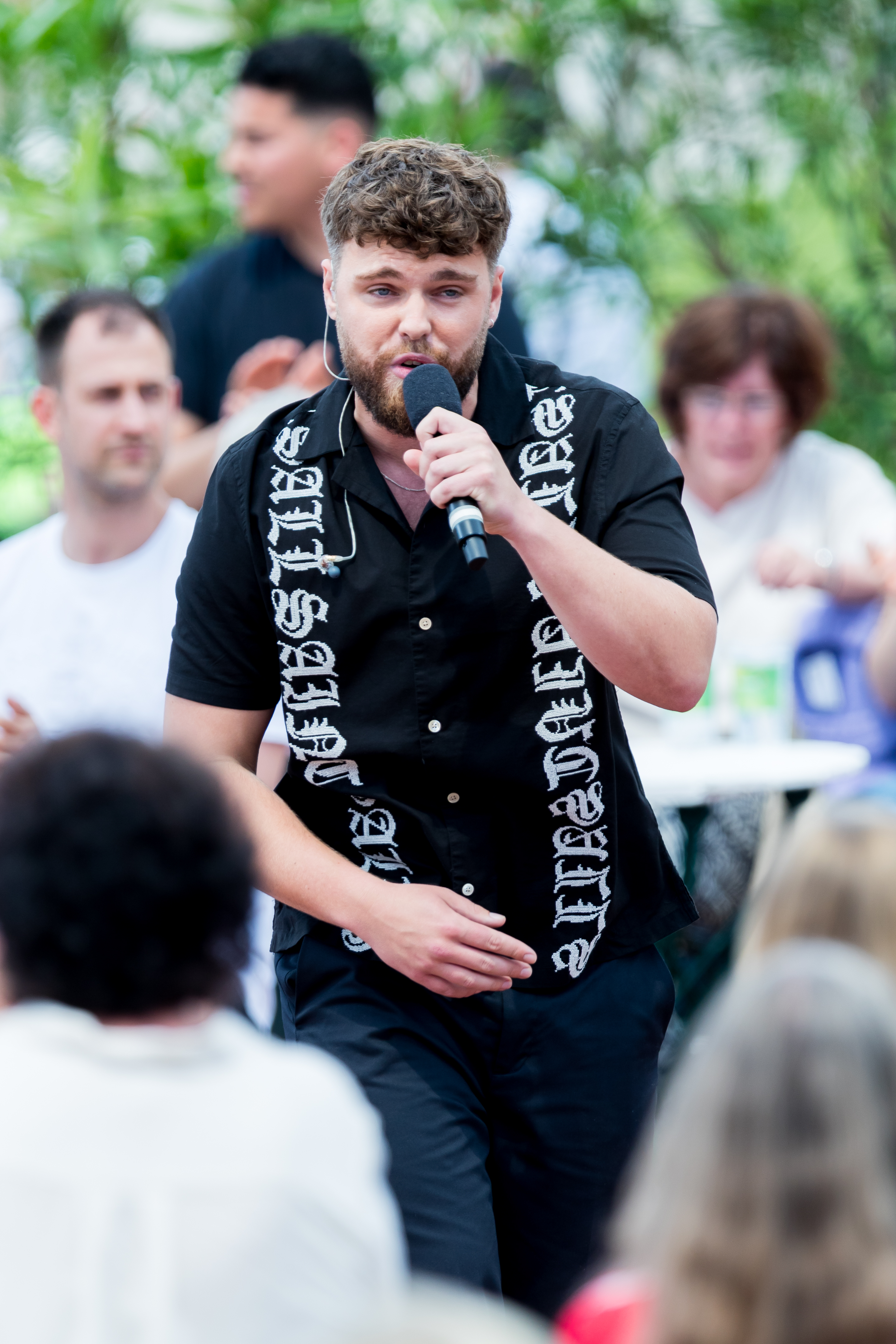
Chris de Sarandy (* 1998)

- De Sart, Julien (* 1994), belgischer Fußballspieler
- De Saussure, William F. (1792–1870), US-amerikanischer Jurist und Politiker
- De Sauzé, Émile B. (1878–1964), US-amerikanischer Romanist und Fremdsprachendidaktiker französischer Herkunft

### De Sc
- De Scalzi, Erminio (* 1940), italienischer römisch-katholischer Geistlicher, emeritierter Weihbischof in Mailand
- De Schepper, Lore (* 2005), belgische Radrennfahrerin
- De Schepper, Werner (* 1965), Schweizer Journalist
- De Schrijver, Georges (1935–2016), belgischer katholischer Theologe
- De Schrijver, Karel (1908–1992), belgischer Komponist und Professor
- De Schrijver, Maurits (* 1951), belgischer Fußballspieler
- De Schrooder, Benny (* 1980), belgischer Radrennfahrer
- De Schryver, August (1898–1991), belgischer Politiker
- De Schryver, Gustave (1891–1949), belgischer Radrennfahrer
- De Schutter, Olivier (* 1968), belgischer Rechtswissenschaftler und Menschenrechtsexperte
- De Schuyteneer, Steffen (* 2005), belgischer Radrennfahrer
- De Schweinitz, Edmund Alexander (1825–1887), evangelischer Theologe, Theologieprofessor, US-amerikanischer Bischof und Präsident der Herrnhuter Brüdergemeine
- De Sciglio, Mattia (* 1992), italienischer Fußballspieler

### De Se
- De Segonzac, Jean, US-amerikanischer Regisseur, Kameramann und Drehbuchautor
- De Sena, Joe (* 1969), US-amerikanischer Extremathlet, Unternehmer und Autor
- De Serio, Gianluca (* 1978), italienischer Filmregisseur
- De Serio, Massimiliano (* 1978), italienischer Filmregisseur
- De Serres-Rainville, Camille (* 1995), kanadische Shorttrackerin
- De Seta, Vittorio (1923–2011), italienischer Drehbuchautor und Filmregisseur
- De Sève, Alfred (1858–1927), kanadischer Violinist, Musikpädagoge und Komponist
- De Seversky, Alexander Procofieff (1894–1974), US-amerikanischer Luftfahrtingenieur russischer Herkunft

### De Si
- De Sica, Christian (* 1951), italienischer Schauspieler und Filmregisseur
- De Sica, Manuel (1949–2014), italienischer Komponist
- De Sica, Vittorio (1901–1974), italienischer Schauspieler und Filmregisseur des NeorealismusVittorio De Sica (1901–1974)

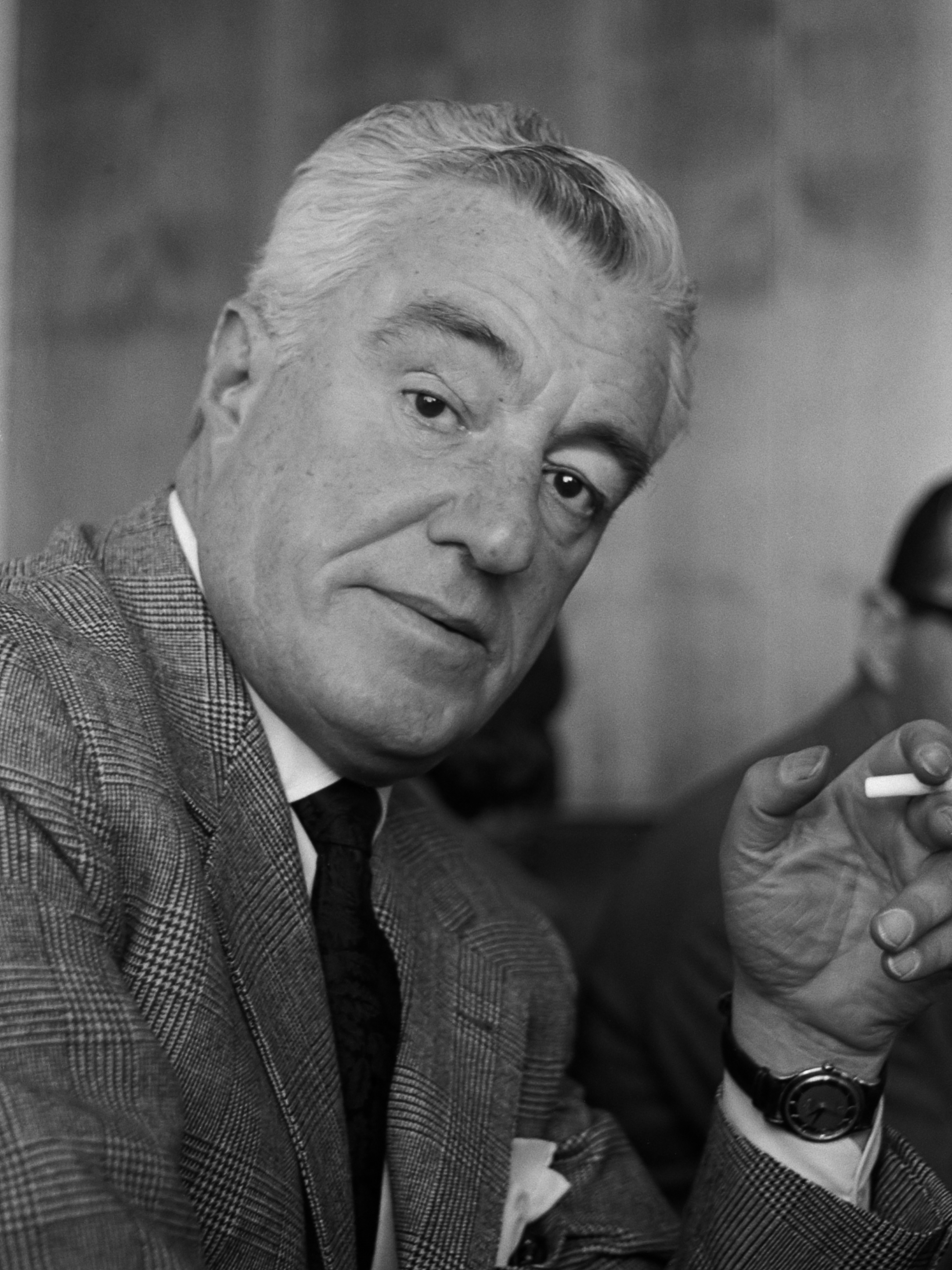
Vittorio De Sica (1901–1974)

- De Siervo, Ugo (* 1942), italienischer Verfassungsrichter
- De Signoribus, Eugenio (* 1947), italienischer Schriftsteller
- De Silva, Daniel (* 1997), australischer Fußballspieler
- De Silva, Dhananjaya (* 1991), sri-lankischer Cricketspieler
- De Silva, May (* 1968), seychellische Antikorruptionsbeamtin
- De Silva, Nilakshi (* 1989), sri-lankische Cricketspielerin
- De Silva, Shane (* 1972), Cricketspielerin und Fußballschiedsrichterin aus Trinidad und Tobago
- De Silva, Upeshka, US-amerikanischer Pokerspieler
- De Silva, Walter Maria (* 1951), italienischer AutomobildesignerWalter Maria de Silva (* 1951)

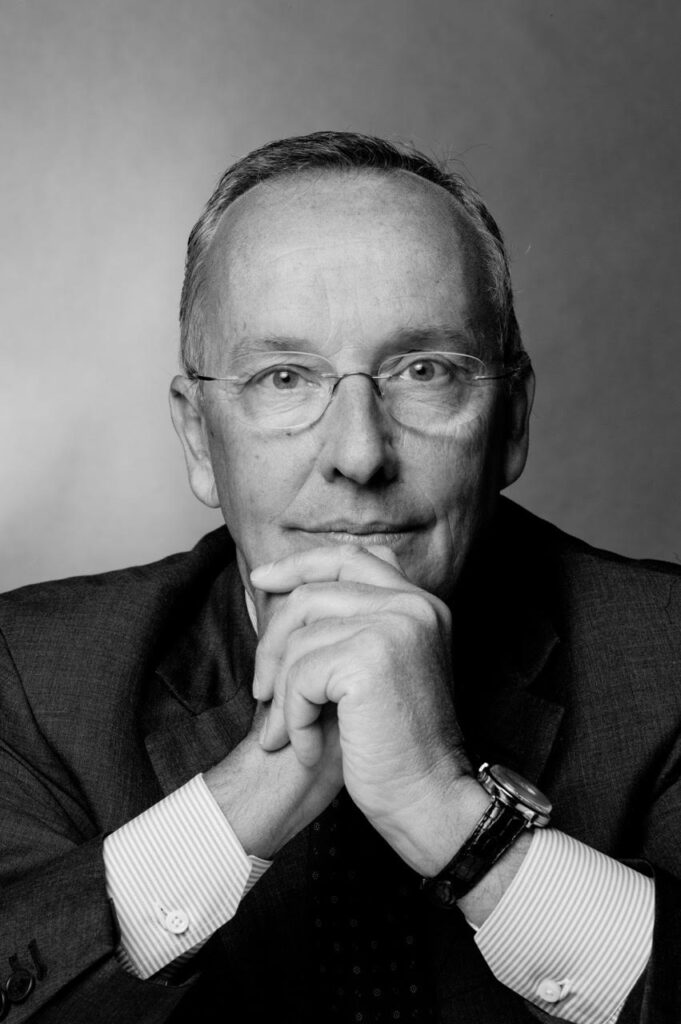
Walter Maria de Silva (* 1951)

- De Silvestri, Lorenzo (* 1988), italienischer Fußballspieler
- De Silvestri, Pietro (1803–1875), italienischer Kardinal der Römischen Kirche
- De Silvestro, René (* 1996), italienischer Parasportler
- De Simone, Annalisa (* 1983), italienische Schriftstellerin
- De Simone, Antonio (* 1962), italienischer Mathematiker
- De Simone, Camillo (1737–1818), italienischer Geistlicher, Kardinal der Römischen Kirche
- De Simone, Carlo (1932–2023), italienischer Etruskologe
- De Simone, Claudio (* 1984), deutsch-italienischer Schauspieler
- De Simone, Domenico (1768–1837), italienischer Kardinal der Römischen Kirche
- De Simone, Fabrizio (* 1971), italienischer Autorennfahrer
- De Simone, Lara (* 1993), deutsche Schriftstellerin
- De Simone, Roberto (1933–2025), italienischer Komponist, Theatermann, Autor, Opernregisseur, Musikwissenschaftler, Mythologe und Ethnologe
- De Simone, Titti (* 1970), italienische Politikerin, Mitglied der Camera dei deputati
- De Simoni, Luciana (* 1957), italienische Medailleurin
- De Sisti, Giancarlo (* 1943), italienischer Fußballspieler und -trainer
- De Sisti, Vittorio (1940–2006), italienischer Tontechniker und Regisseur
- De Sitter, Eddy (* 1945), belgischer Radrennfahrer
- De’ Sivo, Giacinto (1814–1867), italienischer Historiker, Dichter und Journalist

### De Sl
- De Sloover, Arthur (* 1997), belgischer Hockeyspieler
- De Sloovere, Victor (1902–1944), belgischer römisch-katholischer Geistlicher und Märtyrer

### De Sm
- De Smedt, Emil-Jozef (1909–1995), belgischer Geistlicher, Bischof von Brügge
- De Smedt, Julien (* 1975), belgisch-dänischer Architekt
- De Smet, Gustaaf (1935–2020), belgischer Radrennfahrer
- De Smet, Jessy (* 1976), belgische Trance-Sängerin
- De Smet, Joseph-Jean (1794–1877), belgischer Geistlicher und Historiker
- De Smet, Luc (* 1957), belgischer Radrennfahrer
- De Smet, Pierre-Jean (1801–1873), Jesuitenmissionar im Nordwesten der USA und in Kanada
- De Smet, Thibault (* 1998), belgischer Fußballspieler

### De So
- De Somer, Pieter (1917–1985), flämischer Mediziner und Biologe
- De Sousa Moreira, Clayton (* 1988), luxemburgischer Fußballspieler
- de Sousa, Christophe (* 1992), luxemburgischer Fußballspieler
- De Sousa, Melissa (* 1967), US-amerikanische Schauspielerin
- De Sousa, Raphael (* 1993), luxemburgischer Fußballspieler
- De Souza, Brian (* 1994), uruguayischer Fußballspieler
- De Souza, Briana (* 1991), kanadisch-guyanische Fußballspielerin
- De Souza, Jordan (* 1988), kanadischer Dirigent
- De Souza, Kayla (* 1990), kanadisch-guyanische Fußballspielerin
- De Souza, Sebastian (* 1993), britischer SchauspielerSebastian De Souza (* 1993)

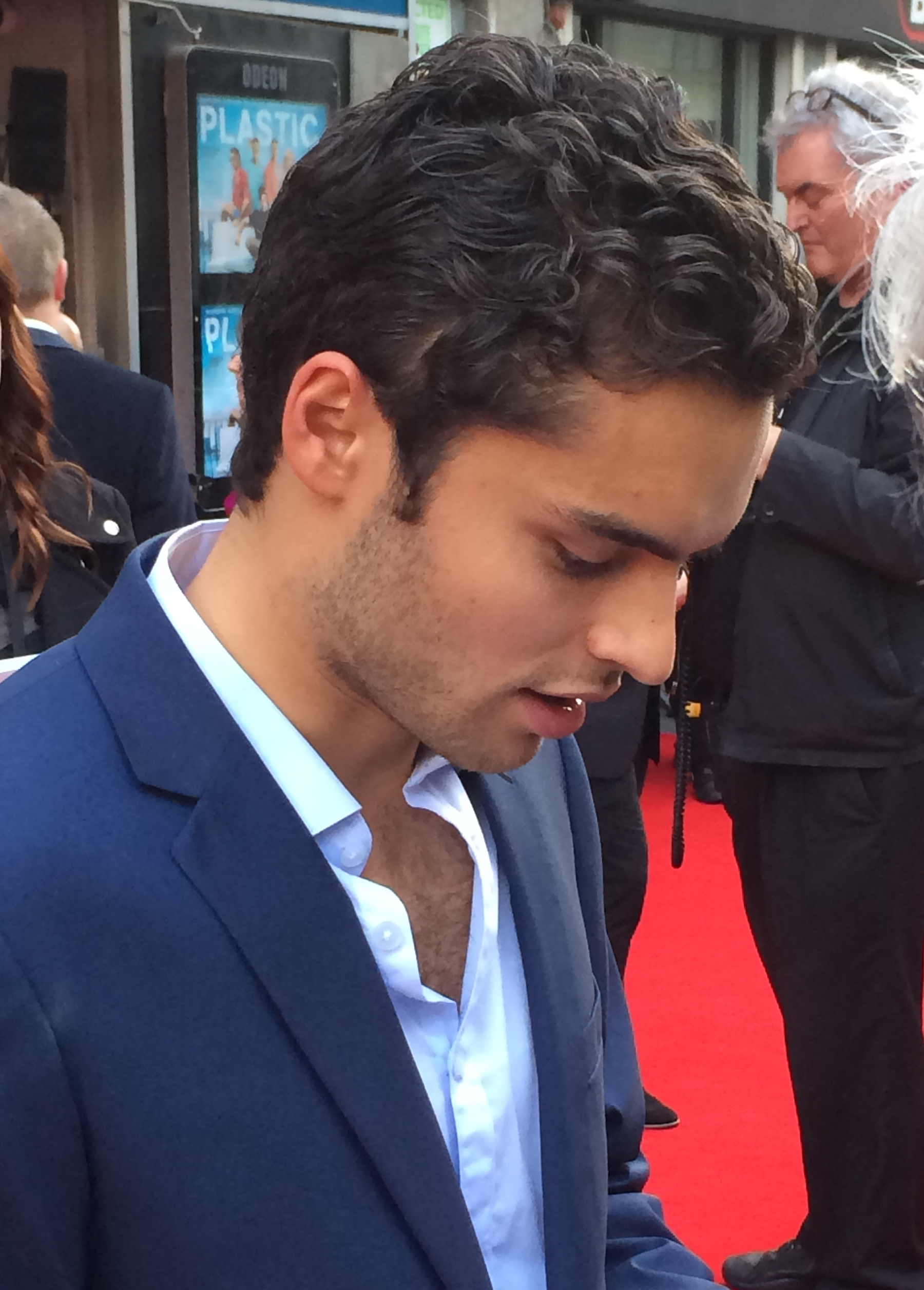
Sebastian De Souza (* 1993)

- De Souza, Steven E. (* 1947), US-amerikanischer Drehbuchautor, Produzent und Regisseur

### De St
- De St John, John († 1302), englischer Adliger, Militär und Diplomat
- De St John, Roger († 1265), englischer Adliger und Rebell
- De Staercke, Andre (1913–2003), belgischer Diplomat
- De Ste Croix, Geoffrey (1910–2000), britischer Althistoriker
- De Stefani, Carlo (1851–1924), italienischer Geologe und Paläontologe
- De Stefani, Eduardo Luigi (1869–1921), italienischer Klassischer Philologe
- De Stefani, Fausto (* 1952), italienischer Extrembergsteiger
- De Stefani, Livia (1913–1991), italienische Schriftstellerin
- De Stefano, Gildo, italienischer Jazz-Autor, Journalist und Musikkritiker
- De Stefano, Giulio (1929–2023), italienischer Segler
- De Stefano, Samira (* 2004), italienische Tennisspielerin
- De Stoop, Chris (* 1958), belgischer Journalist

### De Su
- De Sutter, Justine (* 1995), belgische Tennisspielerin
- De Sutter, Petra (* 1963), belgische Politikerin (Groen) und Professorin der Gynäkologie
- De Sutter, Tom (* 1985), belgischer Fußballspieler

### De Sw
- De Swert, Jules (1843–1891), belgischer Cellist, Komponist und Musikpädagoge